# Liste der Einträge im National Register of Historic Places im nordwestlichen Worcester (Massachusetts)

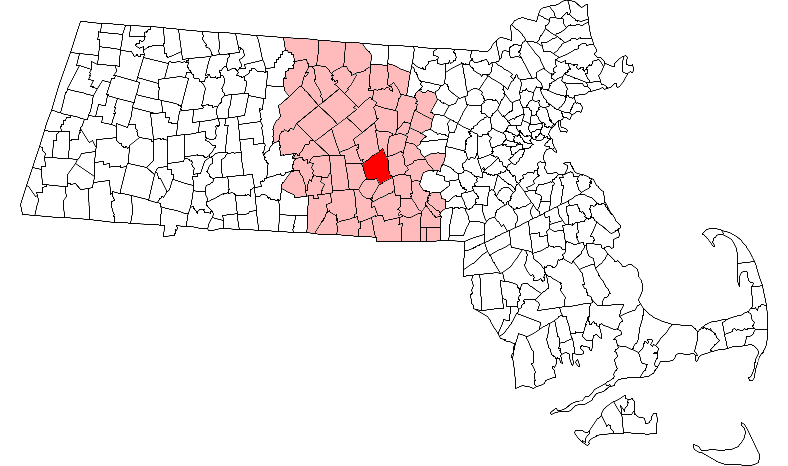
Lage der Stadt Worcester im gleichnamigen County in Massachusetts

Die Liste der Einträge im National Register of Historic Places im nordwestlichen Worcester in Massachusetts führt alle Bauwerke, National Historic Landmarks und Historic Districts westlich der Interstate 190 bzw. der Interstate 290 sowie nördlich der Massachusetts Route 122 in Worcester auf, die in das National Register of Historic Places aufgenommen wurden.
Die vorliegende Liste wurde aufgrund der Vielzahl an Einträgen in Worcester ausgelagert und ist integraler Bestandteil der Liste der Einträge im National Register of Historic Places im Worcester County.

## Legende
| NRHP | Historic Place    |
| NHL  | Historic Landmark |
| HD   | Historic District |

## Aktuelle Einträge
| [ 2 ] | Name                                                     | Bild                                                     | Eintragsdatum                                  | Lage                                                                                          | Ort       | Beschreibung                                                                      |
| ----- | -------------------------------------------------------- | -------------------------------------------------------- | ---------------------------------------------- | --------------------------------------------------------------------------------------------- | --------- | --------------------------------------------------------------------------------- |
| 1     | 1767 Milestones                                          | 1767 Milestones                                          | 15. Nov. 1973 ID-Nr. 71000084                  | Zwischen Boston und Springfield entlang der Boston Post Road. 42° 16′ 23,2″ N, 71° 48′ 1,8″ W | Worcester |                                                                                   |
| 2     | Abbott Street School                                     | Abbott Street School                                     | 5. März 1980 ID-Nr. 80000595                   | 36 Abbott St. 42° 15′ 46,1″ N, 71° 49′ 18,8″ W                                                | Worcester |                                                                                   |
| 3     | Elwood Adams Store                                       | Elwood Adams Store                                       | 5. März 1980 ID-Nr. 80000584                   | 156 Main St. 42° 16′ 5,9″ N, 71° 48′ 4″ W                                                     | Worcester |                                                                                   |
| 4     | Charles Allen House                                      | Charles Allen House                                      | 5. März 1980 ID-Nr. 80000579                   | 65 Elm St. 42° 15′ 56,2″ N, 71° 48′ 33,1″ W                                                   | Worcester |                                                                                   |
| 5     | American Antiquarian Society                             | weitere Bilder                                           | 24. Nov. 1968 ID-Nr. 68000018                  | 185 Salisbury St. 42° 16′ 37,9″ N, 71° 48′ 38,9″ W                                            | Worcester |                                                                                   |
| 6     | Armsby Block                                             | Armsby Block                                             | 5. März 1980 ID-Nr. 80000598                   | 144-148 Main St. 42° 16′ 7″ N, 71° 48′ 5″ W                                                   | Worcester |                                                                                   |
| 7     | Ash Street School                                        | Ash Street School                                        | 5. März 1980 ID-Nr. 80000542                   | Ash St. 42° 15′ 24,1″ N, 71° 47′ 56″ W                                                        | Worcester |                                                                                   |
| 8     | Babcock Block                                            | Babcock Block                                            | 5. März 1980 ID-Nr. 80000611                   | 600 Main St. 42° 15′ 37,1″ N, 71° 48′ 18″ W                                                   | Worcester | Nicht mehr existent.                                                              |
| 9     | Bancroft Hotel                                           | Bancroft Hotel                                           | 5. März 1980 ID-Nr. 80000614                   | 50 Franklin St. 42° 15′ 41″ N, 71° 48′ 6,1″ W                                                 | Worcester |                                                                                   |
| 10    | Bancroft Tower                                           | weitere Bilder                                           | 5. März 1980 ID-Nr. 80000524                   | Bancroft Tower Rd. 42° 16′ 55,9″ N, 71° 49′ 27,8″ W                                           | Worcester |                                                                                   |
| 11    | Emory Bannister House                                    | Emory Bannister House                                    | 5. März 1980 ID-Nr. 80000569                   | 3 Harvard St. 42° 16′ 0,8″ N, 71° 48′ 13″ W                                                   | Worcester | Nicht mehr existent.                                                              |
| 12    | Blackstone Canal Historic District                       | weitere Bilder                                           | 15. Aug. 1995 ID-Nr. 95001004                  | Historischer Verlauf des Kanals 42° 8′ 39,1″ N, 71° 40′ 36,1″ W                               | Worcester |                                                                                   |
| 13    | Bliss Building                                           | Bliss Building                                           | 5. März 1980 ID-Nr. 80000497                   | 26 Old Lincoln St. 42° 16′ 22,1″ N, 71° 47′ 53,9″ W                                           | Worcester |                                                                                   |
| 14    | Osgood Bradley Building                                  | Osgood Bradley Building                                  | 5. März 2018 ID-Nr. 100002161                  | 18 Grafton St. 42° 15′ 37,6″ N, 71° 47′ 45,8″ W                                               | Worcester |                                                                                   |
| 15    | John Brooks House                                        | John Brooks House                                        | 5. März 1980 ID-Nr. 80000516                   | 12 Nelson Pl. 42° 17′ 48,1″ N, 71° 49′ 10,9″ W                                                | Worcester |                                                                                   |
| 16    | Cathedral of St. Paul                                    | Cathedral of St. Paul                                    | 5. März 1980 ID-Nr. 80000604                   | 38 Chatham St. 42° 15′ 42,1″ N, 71° 48′ 16,9″ W                                               | Worcester |                                                                                   |
| 17    | Chadwick Square Diner                                    | Chadwick Square Diner                                    | 26. Nov. 2003 ID-Nr. 03001206                  | 95 rear Prescott St. 42° 16′ 39″ N, 71° 48′ 6,1″ W                                            | Worcester |                                                                                   |
| 18    | Charles Chamberlain House                                | Charles Chamberlain House                                | 5. März 1980 ID-Nr. 80000596                   | 372 Pleasant St. 42° 15′ 47,9″ N, 71° 48′ 56,2″ W                                             | Worcester | Nicht mehr existent.                                                              |
| 19    | Chamberlain-Flagg House                                  | Chamberlain-Flagg House                                  | 5. März 1980 ID-Nr. 80000519                   | 2 Brookshire Dr. 42° 17′ 3,8″ N, 71° 50′ 2″ W                                                 | Worcester |                                                                                   |
| 20    | George Cobb House                                        | George Cobb House                                        | 5. März 1980 ID-Nr. 80000571                   | 24 William St. 42° 16′ 1,9″ N, 71° 48′ 23″ W                                                  | Worcester |                                                                                   |
| 21    | Colton’s Block                                           | Colton’s Block                                           | 5. März 1980 ID-Nr. 80000610                   | 588 Main St. 42° 15′ 38,2″ N, 71° 48′ 16,9″ W                                                 | Worcester |                                                                                   |
| 22    | Samuel Copeland House                                    | Samuel Copeland House                                    | 5. März 1980 ID-Nr. 80000563                   | 31 Harvard St. 42° 16′ 9,8″ N, 71° 48′ 10,1″ W                                                | Worcester |                                                                                   |
| 23    | Crompton Loom Works                                      | Crompton Loom Works                                      | 5. März 1980 ID-Nr. 80000541                   | 132-142 Green St. 42° 15′ 23″ N, 71° 47′ 53,2″ W                                              | Worcester |                                                                                   |
| 24    | Isaac Davis House                                        | Isaac Davis House                                        | 5. März 1980 ID-Nr. 80000578                   | 1 Oak St. 42° 15′ 56,2″ N, 71° 48′ 31″ W                                                      | Worcester |                                                                                   |
| 25    | Joseph Davis House                                       | Joseph Davis House                                       | 5. März 1980 ID-Nr. 80000574                   | 41 Elm St. 42° 15′ 55,1″ N, 71° 48′ 23″ W                                                     | Worcester |                                                                                   |
| 26    | Frank L. and Mabel H. Dean House                         | Frank L. and Mabel H. Dean House                         | 5. Dez. 2002 ID-Nr. 02001471                   | 10 Cedar St. 42° 15′ 59″ N, 71° 47′ 48,1″ W                                                   | Worcester |                                                                                   |
| 27    | Francis Dewey House                                      | Francis Dewey House                                      | 5. März 1980 ID-Nr. 80000580                   | 71 Elm St. 42° 15′ 56,2″ N, 71° 48′ 34,9″ W                                                   | Worcester |                                                                                   |
| 28    | Dodge Block and Sawyer Building, Bancroft Trust Building | Dodge Block and Sawyer Building, Bancroft Trust Building | 15. März 2002 ID-Nr. 02000155                  | 60 Franklin St. 42° 15′ 41″ N, 71° 48′ 6,1″ W                                                 | Worcester |                                                                                   |
| 29    | Helen Dodge Three-Decker                                 | Helen Dodge Three-Decker                                 | 9. Feb. 1990 ID-Nr. 89002427                   | 570 Pleasant St. 42° 15′ 52,9″ N, 71° 49′ 21″ W                                               | Worcester |                                                                                   |
| 30    | Thomas F. Doran Three-Decker                             | Thomas F. Doran Three-Decker                             | 9. Feb. 1990 ID-Nr. 89002406                   | 27 John St. 42° 16′ 5,2″ N, 71° 48′ 23″ W                                                     | Worcester |                                                                                   |
| 31    | Elvira Drew Three-Decker                                 | Elvira Drew Three-Decker                                 | 9. Feb. 1990 ID-Nr. 89002384                   | 42 Abbott St. 42° 15′ 43,9″ N, 71° 49′ 18,8″ W                                                | Worcester |                                                                                   |
| 32    | Duprey Building                                          |                                                          | 5. Sep. 2019 ID-Nr. 100004336                  | 16 Norwich St. 42° 16′ 1,2″ N, 71° 48′ 39″ W                                                  | Worcester |                                                                                   |
| 33    | Elm Park                                                 | Elm Park                                                 | 1. Juli 1970 ID-Nr. 70000096                   | Elm Park 42° 16′ 3″ N, 71° 49′ 13,1″ W                                                        | Worcester |                                                                                   |
| 34    | Elm Street Historic District                             | Elm Street Historic District                             | 9. Feb. 1990 ID-Nr. 89002374                   | 132-148 Elm St. 42° 15′ 56,9″ N, 71° 49′ 1,9″ W                                               | Worcester |                                                                                   |
| 35    | English High School                                      | English High School                                      | 5. März 1980 ID-Nr. 80000601                   | 20 Irving St. 42° 15′ 45″ N, 71° 48′ 25,9″ W                                                  | Worcester |                                                                                   |
| 36    | Enterprise Building                                      | Enterprise Building                                      | 5. März 1980 ID-Nr. 80000608                   | 540 Main St. 42° 15′ 40″ N, 71° 48′ 15,1″ W                                                   | Worcester |                                                                                   |
| 37    | William Trowbridge Forbes House                          | William Trowbridge Forbes House                          | 5. März 1980 ID-Nr. 80000636                   | 23 Trowbridge St. 42° 16′ 19,9″ N, 71° 48′ 40″ W                                              | Worcester | Nicht mehr existent.                                                              |
| 38    | G.A.R. Hall                                              | G.A.R. Hall                                              | 13. März 1975 ID-Nr. 75000303                  | 55 Pearl St. 42° 15′ 50″ N, 71° 48′ 15,1″ W                                                   | Worcester |                                                                                   |
| 39    | George Gabriel House                                     | George Gabriel House                                     | 5. März 1980 ID-Nr. 80000523                   | 31 Lenox St. 42° 16′ 39″ N, 71° 50′ 2″ W                                                      | Worcester |                                                                                   |
| 40    | Gilman Block                                             | Gilman Block                                             | 20. Nov. 2000 ID-Nr. 00001342                  | 207-219 Main St. 42° 16′ 3″ N, 71° 48′ 2,9″ W                                                 | Worcester | Nicht mehr existent.                                                              |
| 41    | Harry Goddard House                                      | Harry Goddard House                                      | 5. März 1980 ID-Nr. 80000525                   | 190 Salisbury St. 42° 16′ 43″ N, 71° 48′ 34,9″ W                                              | Worcester |                                                                                   |
| 42    | Henry Goulding House                                     | Henry Goulding House                                     | 5. März 1980 ID-Nr. 80000564                   | 26 Harvard St. 42° 16′ 9,1″ N, 71° 48′ 7,9″ W                                                 | Worcester |                                                                                   |
| 43    | W. H. Goulding House                                     | W. H. Goulding House                                     | 5. März 1980 ID-Nr. 80000566                   | 4 Dix St. 42° 16′ 9,8″ N, 71° 48′ 11,9″ W                                                     | Worcester |                                                                                   |
| 44    | Gilbert Hadley Three-Decker                              | Gilbert Hadley Three-Decker                              | 9. Feb. 1990 ID-Nr. 89002433                   | 31 Russell St. 42° 15′ 46,1″ N, 71° 48′ 55,1″ W                                               | Worcester |                                                                                   |
| 45    | Hammond Heights                                          | Hammond Heights                                          | 5. März 1980 ID-Nr. 80000531                   | 42° 16′ 21″ N, 71° 49′ 3″ W                                                                   | Worcester |                                                                                   |
| 46    | Harding-Winter Street Manufacturing District             | Harding-Winter Street Manufacturing District             | 5. März 1980 ID-Nr. 80000543                   | 28-88 Winter St. 42° 15′ 29,9″ N, 71° 47′ 42″ W                                               | Worcester |                                                                                   |
| 47    | Harris-Merrick House                                     | Harris-Merrick House                                     | 5. März 1980 ID-Nr. 80000602                   | 41 Fruit St. 42° 16′ 5,2″ N, 71° 48′ 38,9″ W                                                  | Worcester |                                                                                   |
| 48    | John Hastins Cottage                                     | John Hastins Cottage                                     | 5. März 1980 ID-Nr. 80000572                   | 31 William St. 42° 16′ 0,8″ N, 71° 48′ 28,1″ W                                                | Worcester |                                                                                   |
| 49    | Aldus Chapin Higgins House                               | Aldus Chapin Higgins House                               | 5. März 1980 ID-Nr. 80000496                   | 1 John Wing Rd. 42° 16′ 31,1″ N, 71° 48′ 33,1″ W                                              | Worcester |                                                                                   |
| 50    | Marcus Hobbs House                                       | Marcus Hobbs House                                       | 5. März 1980 ID-Nr. 80000582                   | 16 William St. 42° 16′ 1,9″ N, 71° 48′ 19,1″ W                                                | Worcester |                                                                                   |
| 51    | William Hogg House                                       | William Hogg House                                       | 5. März 1980 ID-Nr. 80000576                   | 54 Elm St. 42° 15′ 54″ N, 71° 48′ 29,2″ W                                                     | Worcester |                                                                                   |
| 52    | Indian Hill-North Village                                | Indian Hill-North Village                                | 5. März 1980 ID-Nr. 80000510                   | 42° 18′ 47,2″ N, 71° 48′ 45″ W                                                                | Worcester |                                                                                   |
| 53    | Indian Hill School                                       |                                                          | 2. Mai 2022 ID-Nr. 100007665                   | 42° 18′ 42,2″ N, 71° 49′ 18,1″ W                                                              | Worcester |                                                                                   |
| 54    | Institutional District                                   | Institutional District                                   | 5. März 1980 ID-Nr. 80000554                   | 42° 16′ 19,9″ N, 71° 48′ 4″ W                                                                 | Worcester |                                                                                   |
| 55    | Edwin Johnson Three-Decker                               | Edwin Johnson Three-Decker                               | 9. Feb. 1990 ID-Nr. 89002389                   | 183 Austin St. 42° 15′ 40″ N, 71° 49′ 0,1″ W                                                  | Worcester |                                                                                   |
| 56    | Katz and Leavitt Apartment House                         | Katz and Leavitt Apartment House                         | 5. März 1980 ID-Nr. 80000575                   | 53 Elm St. 42° 15′ 55,1″ N, 71° 48′ 25,9″ W                                                   | Worcester |                                                                                   |
| 57    | Knollwood                                                | Knollwood                                                | 5. März 1980 ID-Nr. 80000520                   | 425 Salisbury St. 42° 17′ 1″ N, 71° 49′ 34″ W                                                 | Worcester |                                                                                   |
| 58    | Liberty Farm                                             | Liberty Farm                                             | 13. Sep. 1974 ID-Nr. 74002046                  | 116 Mower St. 42° 16′ 50,2″ N, 71° 51′ 36″ W                                                  | Worcester |                                                                                   |
| 59    | Lincoln Estate-Elm Park Historic District                | Lincoln Estate-Elm Park Historic District                | 5. März 1980 ID-Nr. 80000570                   | 42° 16′ 1,9″ N, 71° 48′ 40″ W                                                                 | Worcester |                                                                                   |
| 60    | Gov. Levi Lincoln House                                  | Gov. Levi Lincoln House                                  | 5. März 1980 ID-Nr. 80000573                   | 4 Avalon Pl. 42° 16′ 0,1″ N, 71° 48′ 25,9″ W                                                  | Worcester |                                                                                   |
| 61    | Lower Pleasant Street District                           | Lower Pleasant Street District                           | 5. März 1980 ID-Nr. 80000613                   | 418-426 Main St. und 9-49 Pleasant St. 42° 15′ 49″ N, 71° 48′ 11,9″ W                         | Worcester |                                                                                   |
| 62    | Main and Franklin Streets Historic District              |                                                          | 27. Mai 2022 ID-Nr. 100007732                  | 42° 15′ 39,5″ N, 71° 48′ 8″ W                                                                 | Worcester |                                                                                   |
| 63    | Jerome Marble House                                      | Jerome Marble House                                      | 5. März 1980 ID-Nr. 80000567                   | 23 Harvard St. 42° 16′ 5,9″ N, 71° 48′ 11,2″ W                                                | Worcester |                                                                                   |
| 64    | Alexander Marsh House                                    | Alexander Marsh House                                    | 5. März 1980 ID-Nr. 80000583                   | 57 Elm St. 42° 15′ 56,2″ N, 71° 48′ 29,2″ W                                                   | Worcester |                                                                                   |
| 65    | Massachusetts Avenue Historic District                   | Massachusetts Avenue Historic District                   | 16. Dez. 1971 ID-Nr. 71000356                  | Zwischen Salisbury St. und Drury Lane 42° 16′ 41,9″ N, 71° 48′ 43,9″ W                        | Worcester |                                                                                   |
| 66    | William McFarland House                                  | William McFarland House                                  | 5. März 1980 ID-Nr. 80000517                   | 525 Salisbury St. 42° 17′ 24″ N, 71° 49′ 54,1″ W                                              | Worcester |                                                                                   |
| 67    | James McPartland Three-Decker                            | James McPartland Three-Decker                            | 9. Feb. 1990 ID-Nr. 89002428                   | 17 Pond St. 42° 15′ 25,9″ N, 71° 47′ 51″ W                                                    | Worcester |                                                                                   |
| 68    | Mechanics Hall                                           | Mechanics Hall                                           | 9. Nov. 1972 ID-Nr. 72000152                   | 321 Main St. 42° 15′ 56,9″ N, 71° 48′ 6,8″ W                                                  | Worcester |                                                                                   |
| 69    | Mechanics’ Hall District                                 | Mechanics’ Hall District                                 | 5. März 1980 ID-Nr. 80000577                   | 282-343 Main St. 42° 15′ 56,2″ N, 71° 48′ 7,9″ W                                              | Worcester |                                                                                   |
| 70    | Merrill Double House                                     | Merrill Double House                                     | 5. März 1980 ID-Nr. 80000581                   | 18-20 West St. 42° 15′ 52,9″ N, 71° 48′ 36″ W                                                 | Worcester |                                                                                   |
| 71    | Mission Chapel                                           | Mission Chapel                                           | 5. März 1980 ID-Nr. 80000616                   | 205 Summer St. 42° 15′ 47,9″ N, 71° 47′ 44,2″ W                                               | Worcester |                                                                                   |
| 72    | Montvale                                                 | Montvale                                                 | 5. März 1980 ID-Nr. 80000521                   | 42° 16′ 52″ N, 71° 48′ 42,8″ W                                                                | Worcester |                                                                                   |
| 73    | Charles Newton House                                     | Charles Newton House                                     | 5. März 1980 ID-Nr. 80000508                   | 24 Brattle St. 42° 18′ 52,9″ N, 71° 49′ 5,9″ W                                                | Worcester |                                                                                   |
| 74    | North Worcester Aid Society                              | North Worcester Aid Society                              | 5. März 1980 ID-Nr. 80000512                   | 58 Holden St. 42° 17′ 58,9″ N, 71° 49′ 4,1″ W                                                 | Worcester |                                                                                   |
| 75    | Old State Mutual Building                                | Old State Mutual Building                                | 5. März 1980 ID-Nr. 80000585                   | 240 Main St. 42° 16′ 1,9″ N, 71° 48′ 6,1″ W                                                   | Worcester |                                                                                   |
| 76    | Oxford-Crown Historic District                           | Oxford-Crown Historic District                           | 6. Mai 1976 ID-Nr. 80000605 76000954, 80000605 | 42° 15′ 54″ N, 71° 48′ 29,9″ W                                                                | Worcester | Eine Erweiterung des Distrikts am 5. März 1980 führte zu einer neuen NRHP-Nummer. |
| 77    | Park Building                                            | Park Building                                            | 5. März 1980 ID-Nr. 80000607                   | 507 Main St. 42° 15′ 42,8″ N, 71° 48′ 11,2″ W                                                 | Worcester |                                                                                   |
| 78    | Pleasant Street Firehouse                                | Pleasant Street Firehouse                                | 5. März 1980 ID-Nr. 80000597                   | 408 Pleasant St. 42° 15′ 47,9″ N, 71° 48′ 59″ W                                               | Worcester |                                                                                   |
| 79    | Poli’s Palace Theater                                    | Poli’s Palace Theater                                    | 10. Jan. 2011 ID-Nr. 10001122                  | 2 Southbridge St. 42° 15′ 41″ N, 71° 48′ 11,9″ W                                              | Worcester |                                                                                   |
| 80    | Otis Putnam House                                        | Otis Putnam House                                        | 5. März 1980 ID-Nr. 80000565                   | 25 Harvard St. 42° 16′ 8″ N, 71° 48′ 11,2″ W                                                  | Worcester |                                                                                   |
| 81    | Tilley Raymond House                                     | Tilley Raymond House                                     | 5. März 1980 ID-Nr. 80000568                   | 12 George St. 42° 16′ 5,9″ N, 71° 48′ 7,9″ W                                                  | Worcester |                                                                                   |
| 82    | Willard Richmond Apartment Block                         | Willard Richmond Apartment Block                         | 7. Nov. 1985 ID-Nr. 85002783                   | 43 Austin St. 42° 15′ 38,2″ N, 71° 48′ 24,1″ W                                                | Worcester |                                                                                   |
| 83    | B. E. Ridyard Three-Decker                               | B. E. Ridyard Three-Decker                               | 9. Feb. 1990 ID-Nr. 89002402                   | 29 Dewey St. 42° 15′ 43,9″ N, 71° 49′ 12″ W                                                   | Worcester |                                                                                   |
| 84    | John Riordan Three-Decker                                | John Riordan Three-Decker                                | 9. Feb. 1990 ID-Nr. 89002405                   | 8 Dix St. 42° 16′ 9,8″ N, 71° 48′ 14″ W                                                       | Worcester |                                                                                   |
| 85    | The Russell                                              | The Russell                                              | 7. Nov. 1985 ID-Nr. 85002782                   | 49 Austin St. 42° 15′ 38,9″ N, 71° 48′ 24,1″ W                                                | Worcester |                                                                                   |
| 86    | St. John’s Catholic Church                               | St. John’s Catholic Church                               | 5. März 1980 ID-Nr. 80000619                   | 40 Temple St. 42° 15′ 34,9″ N, 71° 47′ 48,8″ W                                                | Worcester |                                                                                   |
| 87    | Saint Joseph’s Home for Working Girls                    |                                                          | 4. Aug. 2021 ID-Nr. 100006777                  | 52 High St. 42° 15′ 40″ N, 71° 48′ 17″ W                                                      | Worcester |                                                                                   |
| 88    | Salisbury Factory Building                               | Salisbury Factory Building                               | 5. März 1980 ID-Nr. 80000588                   | 49-51 Union St. 42° 16′ 12″ N, 71° 47′ 53,9″ W                                                | Worcester |                                                                                   |
| 89    | Salisbury Factory Building                               | Salisbury Factory Building                               | 5. März 1980 ID-Nr. 80000587                   | 25 Union St. 42° 16′ 12″ N, 71° 47′ 55″ W                                                     | Worcester |                                                                                   |
| 90    | Salisbury House                                          | Salisbury House                                          | 10. Juni 1975 ID-Nr. 75000837                  | 61 Harvard St. 42° 16′ 18,8″ N, 71° 48′ 7,9″ W                                                | Worcester |                                                                                   |
| 91    | Salisbury Mansion and Store                              | Salisbury Mansion and Store                              | 30. Mai 1975 ID-Nr. 75000838                   | 30, 40 Highland St. 42° 16′ 18,8″ N, 71° 48′ 10,1″ W                                          | Worcester |                                                                                   |
| 92    | Slater Building                                          | Slater Building                                          | 5. März 1980 ID-Nr. 80000609                   | 390 Main St. 42° 15′ 51,1″ N, 71° 48′ 9″ W                                                    | Worcester |                                                                                   |
| 93    | Smith-Thaxter-Merrifield House                           | Smith-Thaxter-Merrifield House                           | 5. März 1980 ID-Nr. 80000509                   | 158 Holden St. 42° 18′ 45″ N, 71° 49′ 8″ W                                                    | Worcester |                                                                                   |
| 94    | Stevens’ Building                                        | Stevens’ Building                                        | 5. März 1980 ID-Nr. 80000615                   | 24-44 Southbridge St. 42° 15′ 37,1″ N, 71° 48′ 13″ W                                          | Worcester |                                                                                   |
| 95    | Thule-Plummer Buildings                                  | Thule-Plummer Buildings                                  | 18. Feb. 2011 ID-Nr. 11000019                  | 180 und 184 Main St. 42° 16′ 5,9″ N, 71° 48′ 5″ W                                             | Worcester |                                                                                   |
| 96    | Horatio Tower House                                      | Horatio Tower House                                      | 5. März 1980 ID-Nr. 80000600                   | 71 Pleasant St. 42° 15′ 49″ N, 71° 48′ 19,1″ W                                                | Worcester |                                                                                   |
| 97    | Union Congregational Church                              | Union Congregational Church                              | 5. März 1980 ID-Nr. 80000599                   | 5 Chestnut St. 42° 15′ 51,1″ N, 71° 48′ 19,1″ W                                               | Worcester |                                                                                   |
| 98    | U.S. Post Office and Courthouse                          | weitere Bilder                                           | 8. Apr. 2011 ID-Nr. 11000161                   | 595 Main St. 42° 15′ 38,2″ N, 71° 48′ 14″ W                                                   | Worcester | Heute Harold D. Donohue Federal Building and United States Courthouse             |
| 99    | Union Station                                            | weitere Bilder                                           | 5. März 1980 ID-Nr. 80000617                   | Washington Sq. 42° 15′ 40″ N, 71° 47′ 44,2″ W                                                 | Worcester |                                                                                   |
| 100   | Waldo Street Police Station                              | Waldo Street Police Station                              | 5. März 1980 ID-Nr. 80000586                   | Waldo St. 42° 15′ 56,2″ N, 71° 48′ 0″ W                                                       | Worcester |                                                                                   |
| 101   | Washburn and Moen North Works District                   | Washburn and Moen North Works District                   | 5. März 1980 ID-Nr. 80000439                   | Properties on Grove St. 42° 16′ 36,1″ N, 71° 48′ 4″ W                                         | Worcester |                                                                                   |
| 102   | WCIS Bank                                                | WCIS Bank                                                | 5. März 1980 ID-Nr. 80000606                   | 365 Main St. 42° 15′ 52,9″ N, 71° 48′ 6,8″ W                                                  | Worcester |                                                                                   |
| 103   | John Wescott Three-Decker                                | John Wescott Three-Decker                                | 9. Feb. 1990 ID-Nr. 89002426                   | 454 Pleasant St. 42° 15′ 47,9″ N, 71° 49′ 5,2″ W                                              | Worcester |                                                                                   |
| 104   | Whitcomb House                                           | Whitcomb House                                           | 9. Nov. 1977 ID-Nr. 77000653                   | 51 Harvard St. 42° 16′ 16″ N, 71° 48′ 9″ W                                                    | Worcester | Doppeleintrag zu Whitcomb Mansion.                                                |
| 105   | Whitcomb Mansion                                         | Whitcomb Mansion                                         | 5. März 1980 ID-Nr. 80000499                   | 51 Harvard St.                                                                                | Worcester | Doppeleintrag zu Whitcomb House.                                                  |
| 106   | Worcester City Hall and Common                           | weitere Bilder                                           | 29. März 1978 ID-Nr. 78001405                  | 455 Main St. 42° 15′ 43,9″ N, 71° 48′ 6,1″ W                                                  | Worcester |                                                                                   |
| 107   | Worcester County Courthouse                              | weitere Bilder                                           | 20. Dez. 2021 ID-Nr. 100007236                 | 2 Main St. 42° 16′ 14,9″ N, 71° 48′ 0″ W                                                      | Worcester |                                                                                   |
| 108   | Worcester Five Cents Savings Bank                        | Worcester Five Cents Savings Bank                        | 13. Sep. 1978 ID-Nr. 78000472                  | 316 Main St. 42° 15′ 56,9″ N, 71° 48′ 7,9″ W                                                  | Worcester |                                                                                   |
| 109   | Worcester Young Women’s Christian Association            |                                                          | 22. Aug. 2023 ID-Nr. 100009287                 | 6 Chatham St. 42° 15′ 43,7″ N, 71° 48′ 13,7″ W                                                | Worcester | Ehemaliger Sitz der YWCA in Worcester                                             |
| 110   | YWCA of Worcester                                        |                                                          | 3. Feb. 2022 ID-Nr. 100007389                  | 2 YWCA Way 42° 15′ 15,9″ N, 71° 48′ 16,9″ W                                                   | Worcester | Aktueller Sitz der YWCA in Worcester                                              |